# Vito y los otros
Vito y los otros (en italiano Vito e gli altri) es una película italiana de 1991 del director Antonio Capuano. La película trata de entretejer escenas de infancia robada y delincuencia juvenil del hilo de un personaje de 12 años —Vito— y las personas con las que se va cruzando o convive. 
Sin un guion narrativo sólido aparente, «el mérito de Antonio Capuano, fuera de toda duda, es haber adoptado diferentes enfoques narrativos en la obra, a través de la fuerza que transmiten imágenes fijas de una cámara única, en lugar de la fuerza que puede transmitir el desarrollo mismo de la obra».